# Peter Bröms
Peter Bröms, född augusti 1649 i Sankt Olai församling, Östergötlands län, död 28 april 1698 i Norrköping, var en svensk handelsman, riksdagsledamot och politiker.

## Biografi
Peter Bröms föddes 1649 i Sankt Olai församling, Norrköping och döptes 22 augusti samma år. Han var son till handelsmannen Henrik Bröms och Anna Lerbeck. Bröms arbetade som handelsman i Norrköping och blev 6 oktober 1693 rådman i Norrköpings stad. Han representerade borgarståndet i Norrköping vid riksdagen 1689 och riksdagen 1693. Den 19 november 1696 fick han privilegium till ett buldansväveri i Norrköping. Bröms avled 1698 i Norrköping och begravdes 19 juni samma år.

### Familj
Bröms gifte sig första gången 19 mars 1674 i Norrköping med Maria Jakobsdotter (1653~1687), dotter till handelsmannen Jakob Henriksson och Gertrud Johansdotter. De fick tillsammans barnen Anna Bröms (1675–1731) som var gift med handelsmannen Johan Sievers i Norrköping och salpetersjudarinspektorn Nils Bergman på Melstadö i Ryssby socken, Jakob Bröms (född 1676), Gertrud Bröms (1679–1763) som var gift med faktorn Anders Reimers i Norrköping, Maria Bröms (1679–1757) som var gift med kammarskrivaren Henrik von Brobergen och kronobefallningsmannen Christopher Larsson Brandstedt, Christina Bröms (1682–1765) som var gift med faktorn Lars Groth i Stockholm och Hieronymus Hermanni, majoren Peter von Bröms (1686–1731), Johan Bröms (1686–1686), kryddkrämaren Anders Bröms (1687–1750) och kaptenen Henrik Bröms (död 1709).
Bröms gifte sig andra gången 1688 med Anna Nilsdotter, dotter till borgmästaren Nils Andersson Vinnerstadius och Ingeborg Mattsdotter i Norrköping. Anna Nilsdotter var änka efter slottsfogden Abrham Larsson Eld i Norrköping och tullfövaltaren Henrik von Brobergen i Norrköping.